# Samuel Scheimann
Samuel Scheimann (hebr. שמואל שיימן, ur. 3 listopada 1987 w Afuli) – izraelski piłkarz grający na pozycji obrońcy w VVV Venlo.

## Dzieciństwo
Scheimann urodził się w żydowskiej rodzinie. W wieku 5 lat wraz z rodziną wyemigrował do Holandii. Przyczyną przeprowadzki była decyzja matki piłkarza o studiowaniu prawa w Holandii.

## Kariera piłkarska
Karierę rozpoczął w juniorskim zespole Feyenoordu. Grał w nim w latach 1993–2003. W 2003 przeszedł do młodzieżowej drużyny NAC Breda. W 2005 reprezentował Holandię na Olimpiadzie Machabejskiej. Niedługo potem został zaproszony na testy przez Maccabi Tel Awiw, ale ostatecznie nie podpisał kontraktu. Scheimann wrócił do Holandii i został zawodnikiem amatorskiego zespołu Kozakken Boys, z którym podpisał dwuletnią umowę. Po testach w rezerwach Ajaksu Amsterdam, trener Aron Winter chciał włączyć Scheimanna do swojej drużyny, lecz Martin van Geel zablokował transfer. W marcu 2008 przebywał na tygodniowych testach w FC Den Bosch. 11 kwietnia 2008, po odrzuceniu oferty Feyenoordu, podpisał kontrakt z Den Bosch. W swoim pierwszym sezonie gry w tym klubie został wybrany zawodnikiem roku w tej drużynie. Po zakończeniu sezonu 2010/2011 Scheimann opuścił klub i został wolnym agentem. W czerwcu 2011 podpisał dwuletni kontrakt z Excelsiorem Rotterdam. W klubie tym zadebiutował 5 sierpnia 2011 w meczu 1. kolejki sezonu 2011/2012 z Feyenoordem. 3 czerwca 2012 został zawodnikiem Maccabi Hajfa, z którym podpisał dwuletni kontrakt z opcją przedłużenia o kolejne dwa lata. W klubie tym zadebiutował 27 sierpnia 2012 w meczu 1. kolejki sezonu 2012/2013 z Maccabi Tel Awiw. W marcu 2014 przedłużył kontrakt z klubem o 2 lata. W czerwcu 2015 podpisał dwuletni kontrakt z Hapoelem Tel Awiw. W styczniu 2017 podpisał półtoraroczny kontrakt z Hapoelem Hajfa. W czerwcu 2018 podpisał dwuletni kontrakt z Hapoelem Beer Szewa, a we wrześniu tegoż roku – również dwuletni kontrakt z Beitarem Jerozolima. W czerwcu 2019 podpisał roczny kontrakt z VVV Venlo.

## Kariera reprezentacyjna
16 maja 2012 Scheimann otrzymał pierwsze powołanie do reprezentacji Izraela. Zadebiutował w niej 26 maja 2012 w meczu z Czechami przegranym przez Izrael 1:2.

## Styl gry
Na początku kariery był zawodnikiem ofensywnym.